# 貞操帶
贞操带（英语：Chastity belt）是一种带锁的道具，用于防止佩戴者自慰或從事性交，或者保障佩戴者的安全。贞操带在历史上主要是为女性保持贞操设计的，让女性免受强奸及不能跟潜在的性伴侣一起從事性行為。现代版本的贞操带主要用于BDSM。除了原先設計給女性用的貞操帶外，也有專为男性穿着者设计的贞操带。
根据现代传说，在十字军东征期间，贞操带被用作抵抗诱惑的工具。骑士离开圣地之前，他们的妻子会戴上贞操带，以此表示对他们的忠诚。然而没有可靠的证据证明贞操带在15世纪之前便已出现；贞操带在文艺复兴时期較中世纪时期更為普遍。关于贞操带的历史研究顯示，贞操带直到16世纪才被使用，且在當時罕有人使用它，贞操带最早在19世纪被广泛使用，用以「防止人們自慰」。
据稱文艺复兴时期的贞操带有衬垫，以防止金属大面积地与皮肤长时间直接接触，且要经常更换，因此这种貞操帶不适合不间断地长期佩戴；长期佩戴贞操带所造成的磨损可引致泌尿生殖系统感染、败血症，以至死亡。貞操帶上亦設有微小的或帶有牙狀尖刺的開口予供人排尿。

## 历史记载

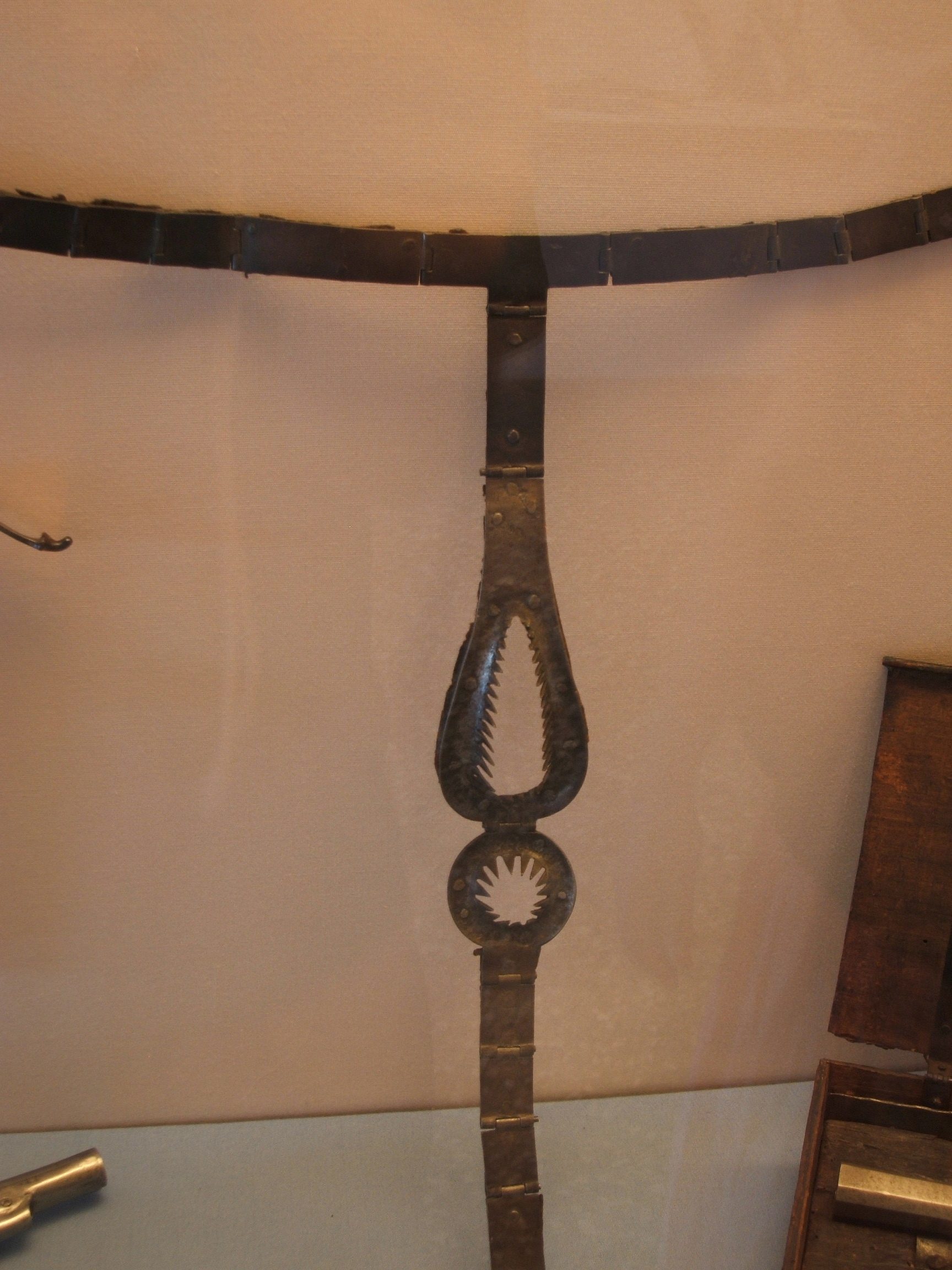
在总督宫展出的贞操带

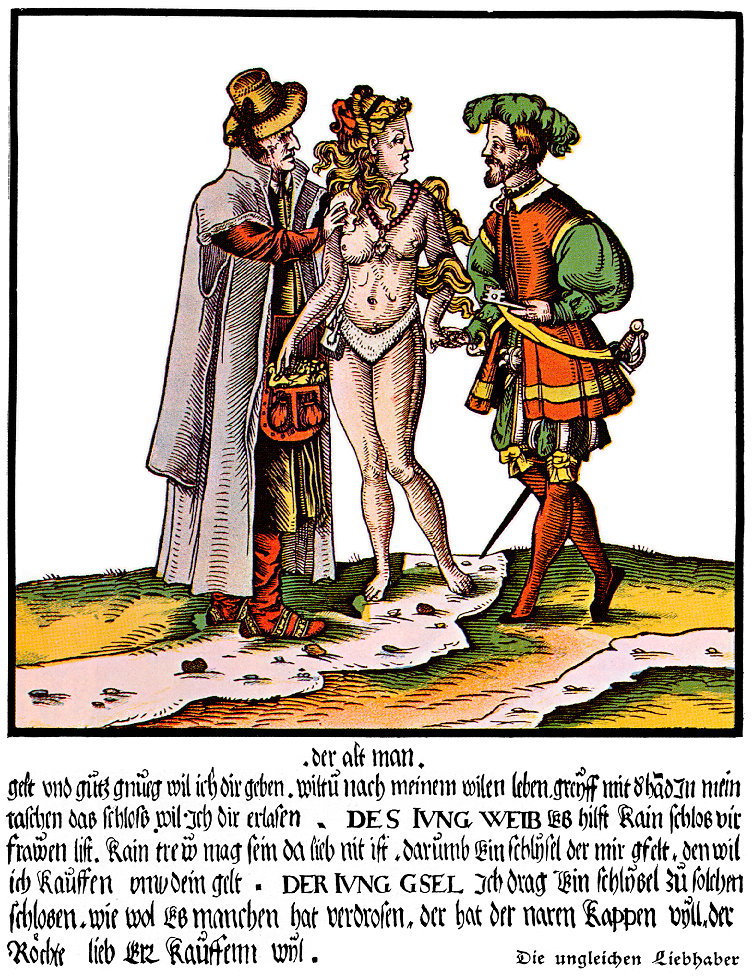
16世紀有关绘画

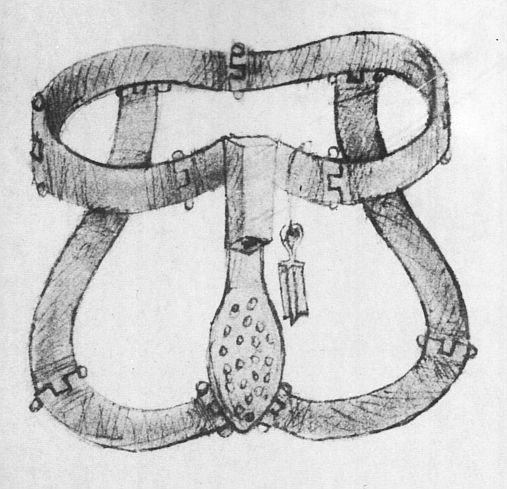
Belliforti的插画

教宗额我略一世、阿尔琴、伯尔纳铎和尼古拉斯·戈拉努斯在公开讲话中提及過贞操带，但在当时的历史語境下，贞操带仍属一种在作比喻時會用到的喻體。
在科拉德·凯泽擇寫並於1405年出版的书籍《Bellifortis》中，出現了西方史上首次对贞操带的详细描述。这本书以当时的军事技术為主題，並在內頁中出現了一张有關贞操带的图画，其解说文字为：「这是佛罗伦萨女性的铁内裤，前面是封闭的……学者丁沃尔评论它『既笨拙又沉重……与后来使用的款式没有什么共同之处』」。不过除了这本书，並沒有任何額外的具体证据或文件支持贞操带在当时是实際存在的。波里多罗认为，科拉德·凯泽的引用是帶有幽默或讽刺意味。丁沃爾在調查「16-17世纪少数富人透过贞操带来保证他们的妻子對自己忠诚」的说法時，發現其缺乏相關时期的物證，且他无法获得更详细的历史记录證明之。
1889年，奥地利林茨的德国文物收藏家安东·帕奇格在一位女性的坟墓上发现一条皮革貞操帶和一条铁制貞操帶。据称这名女性在16世纪时被埋葬。然而帕奇格在该女子的所在镇所收藏的档案中找不到任何关于葬礼的记录。包括貞操帶在内，帕奇格大部分的收藏品皆早已丢失。
巴黎的國立中世紀博物館展出了两条貞操帶。其中一条的铁环和铁板遭天鹅绒所覆盖，据稱凯瑟琳·德·美第奇曾穿戴过它。另一条是一对铰接的板材，用金属带环绕着腰部，上面刻有亚当和夏娃的圖像，据稱奥地利的安妮曾穿戴过它。纽伦堡的日耳曼國家博物館和伦敦的大英博物馆曾展出过类似的貞操帶，不过由于出现观众感到尴尬的情况，大多数的貞操帶没有在博物馆继续展示，因此这些貞操帶在中世纪被人使用的真实性存疑。许多当代历史学家认为这些所谓的「文物」最多只可追溯到19世纪。
从18世纪到20世纪30年代，西方医学认为自慰是有害的。在当时的医学期刊上出现很多有关通过贞操带来防止女童、青少年以及成年女性自慰的文章。许多防止人們自慰的道具在20世纪30年代以前，亦即自慰不再遭醫學界一項影響精神健康的事物之前，不斷地被送至美国专利局申请專利。
此外，一些19世纪的职业女性可能出于自我保护的原因而使用贞操带，用以防止被上司或男同事性侵。然而由于卫生方面的原因，在现代不锈钢贞操带面世以前，并没有长时间佩戴贞操带的现象。

## 现代對貞操帶的應用

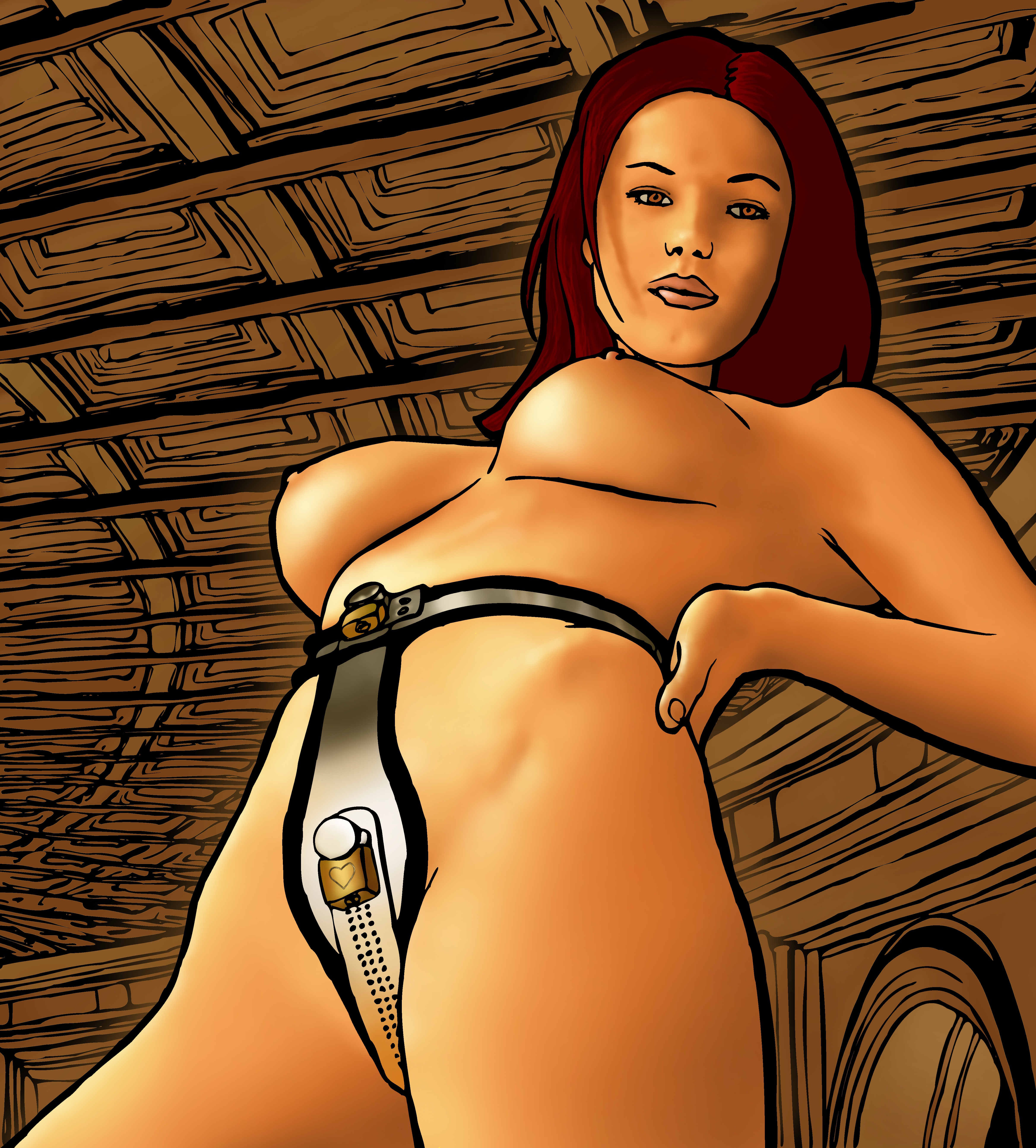
现代的女性贞操带

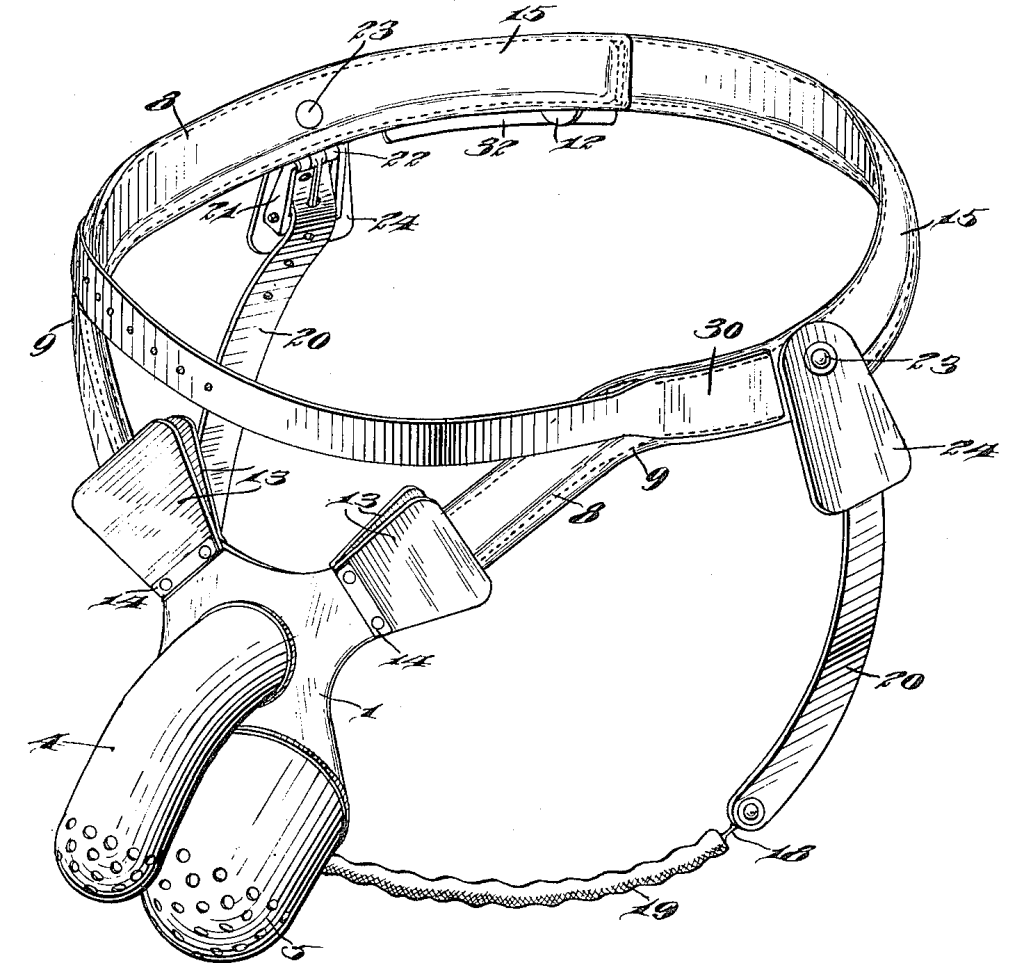
美国专利995600的男性貞操帶

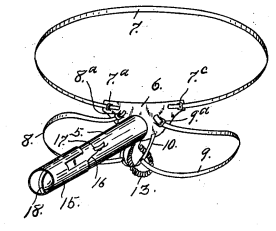
獲得專利的裝置，以電擊、響鈴、內邊緣管內的尖刺插入陰莖的方式防止男性自慰，整份專利文件：頁 1, 2, 3, 4

### BDSM
在BDSM中，有时会運用到贞操带，用于对佩戴者的性行为进行控制。除了BDSM，贞操带还被用于防止不忠或自慰。其种类包括在性用品商店出售的皮革贞操带、塑料贞操带，以及少数专业公司制造的高安全性不锈钢贞操带。
尽管贞操带与女性在历史上有密切的关联，但据报道，以全球來計，男用贞操带的购买需求远远高于女用贞操带。

### 其它案例
1998年，印度尼西亚西爪哇省出现针对华人的种族骚乱，結果促使了“反强奸紧身胸衣”在市面上销售。它是一種仿皮革塑料制的佛罗伦萨式带，用密码锁锁定，裤裆带上没有孔，只適用於在短暂外出時佩戴。
2002年4月，南非开普敦的珠宝商the Uwe Koetter完成了一條由黄金制成、並嵌有钻石和珍珠的贞操带；這件貨品最終交付给英国客户。据报道，这条貞操帶值160万英镑，是准新郎送给准新娘的结婚礼物。
《今日美国》於2004年2月6日报道，一名女子在希腊雅典机场進行安檢時因戴着钢质贞操带而引起了金属探测器的安全警报。该女子解释说，她的丈夫在她希腊度假期间强迫她佩戴贞操带，以防止婚外情。在飞行员的同意下，她被允许继续飞往伦敦，该事据说是在2003年圣诞节前夕发生的。
2006年11月，卢西奥·瓦伦蒂尼制作的手工铁艺贞操带照片出现在包括《首尔时报》和国际在线在内的报纸上。虽然瓦伦蒂尼公司MedioEvo声称他们的设计来源于中世纪，但公司发言人承认没有证据证明这种贞操带被实际使用过。
2007年，亚洲人权委员会报告称，印度拉贾斯坦邦的女性被强迫佩戴贞操带。
2008年，印度尼西亚巴图的按摩师必须在工作时间佩戴带锁的貞操带，以防止卖淫活动。
2010年2月8日，美国在线新闻报道，来自路易斯安那州的犬饲养员德克斯点特布兰奇推出一种叫做PABS（宠物反育种系统）的犬用贞操带。这种贞操带由聚丙烯制成，采用八扣锁定系统和可清洗的网垫，用来防止母狗性交。美國愛護動物協會的兽医主任凯瑟琳·马可林斯基博士称：“对于大多数动物来说，绝育仍是最佳的选择”。
2012年9月19日，中国人民日报报道，在中国吉林省长春世界雕塑公园，一名50多岁的男子裸体佩戴着自制的贞操带，手持寻妻的横幅。他说，他戴着贞操带象征着对未来妻子的忠诚。